# 巴拉圭地理
巴拉圭是位於南美洲的內陸國，和巴西、阿根廷及玻利維亞接壤。巴拉圭河將巴拉圭分為東巴拉圭和西巴拉圭兩個地區。東部地區多是森林且氣候濕潤。而西部地區則相對乾燥。巴拉那河流經巴拉圭。查科地區有大片的沼澤。南回歸線橫貫巴拉圭。巴拉圭的大部份地區都是熱帶或亞熱帶氣候。巴拉圭和玻利維亞曾為爭奪查科地區而爆發戰爭，目前查科地區的大部份地區屬巴拉圭。
巴拉圭是世界上面积最大的单流域国家，所有领土全在拉普拉塔河的一条支流——巴拉那河（Paraná）流域内。巴拉那河（拉普拉塔河支流）的流域面积为40.68万平方公里。占该国面积100%。　　